# 三庫
三庫，為中國古代中央政府機關。元朝指宮中內藏庫、左藏庫、右藏庫三個库房。清朝為戶部三庫，即戶部下屬的银库、缎疋库、颜料库。

## 元朝
《元史》卷十二·本紀十二·世祖本紀九：「禁中出納分三庫：御用寶玉、遠方珍異，隸内藏；金银、只孫衣緞，隸右藏；常课衣緞、綺羅、縑布，隸左藏。」

## 清朝
順治元年（1644年），在戶部署衙設置後庫，置郎中四人，員外郎二人。十三年（1656年），改後庫為銀庫，分建三庫，設理事官二員管理三庫事務。緞疋庫在東華門外，即舊裡新庫，顏料庫在西安門內，即舊甲字庫。銀庫儲藏各省解額田賦、鹽課、關稅、雜賦、贓罰等項銀兩，以及寶泉局每年新鑄卯錢。
康熙二十九年，改定員外郎員額為三庫各一人。
雍正二年（1724年）增設員外郎，三庫各一人；另外增置大使，三庫各一人。
乾隆三年（1738年）增加銀庫大使一人；並增設檔房主事一人，稽核檔案。
光緒二十八年（1902年）四月初六日，監察御史吳鴻甲奏請裁併三庫；四月十四日上諭：「三库积弊已深，库书、库丁弊端尤甚，亟应实力整顿，著如该部所奏，即将三库集中等缺裁撤，凡库书、库丁悉数革除，一切收支事宜统归户部堂官一手经理，以专责成，毋庸另派三库大臣管理。」正式裁撤三庫衙門以及所屬各級官員，銀庫改直屬於戶部。

### 職官
管理三庫大臣，滿缺、漢缺各二人。雍正元年（1723年）改三庫理事官而設置，由王公大臣中特簡。
- 檔房：
  - 主事，正六品，一人。由各部司員當中挑選補授。

#### 銀庫
- 郎中，正五品，一人。由各部司員當中挑選補授。
- 員外郎，從五品，二人。由各部司員當中挑選補授。
- 司庫，正七品，一人。
- 大使，正八品，二人。
- 筆帖式，正九品，六人。
- 庫使，未入流，六人。
- 經承，未入流，二人。

#### 緞疋庫
- 郎中，正五品，一人。由各部司員當中挑選補授。
  - 員外郎，從五品，二人。由各部司員當中挑選補授。
  - 司庫，正七品，二人。
  - 大使，正八品，一人。
- 筆帖式，正九品，四人。
- 庫使，未入流，六人。

#### 顏料庫
- - 郎中，正五品，一人。由各部司員當中挑選補授。
  - 員外郎，從五品，二人。由各部司員當中挑選補授。
  - 司庫，正七品，二人。
  - 大使，正八品，一人。
- 筆帖式，正九品，四人。
- 庫使，未入流，六人。